# Angels in Notting Hill
Angels in Notting Hill es una película británica-alemana de comedia, drama y fantasía de 2015, dirigida por Michael Pakleppa, que a su vez la escribió, musicalizada por Moritz Freise, Freqman y Dorne Hendry, en la fotografía estuvo Steve Kendrick, Olivier Kolb y Michael Pakleppa, los protagonistas son Selma Brook, Ryan Mercier, Tina Gray y Christopher Lee, entre otros. El filme fue realizado por Continent Film GmbH (I), se estrenó el 2 de octubre de 2015.

## Sinopsis
Trata sobre las aventuras mágicas y entretenidas de un dubitativo ángel principiante con un cliente tenaz y reacio.